# Hockey Club Chiavenna
L'Hockey Club Chiavenna è un club italiano di hockey su ghiaccio, fondato nel 1975 a Chiavenna, in provincia di Sondrio. Gioca le sue gare interne al Palaghiaccio di Chiavenna.

## Storia recente
Nella stagione 2023-2024 un gruppo di giovani imprenditori costituisce la nuova Società Hockey Club Chiavenna 1975 ASRLssd, e la iscrive al campionato di IHL - I Division. In questa stagione, il Chiavenna ottiene il quarto posto nella prima fase, e termina terza nella seconda. Viene quindi eliminato al primo turno dei Playoff. 
Nella stagione 2024-2025 l'Hockey Club Chiavenna compie 50 anni e partecipa nuovamente al campionato di IHL - Division 1. Al termine della stagione, grazie alla vittoria per 3-2 contro la selezione giovanile del Pustertal, il club si laurea campione di IHL - Division 1 e ottiene la promozione in IHL. 
L'Hockey Club Chiavenna è famoso nel mondo hockeystico italiano per il particolare attaccamento alla squadra da parte dei propri tifosi. Nonostante Chiavenna sia una piccola cittadina di soli 7 000 abitanti durante le partite lo stadio del ghiaccio è sempre pieno e la squadra registra da anni il maggior seguito di spettatori del campionato risultando la squadra sportiva più seguita della provincia di Sondrio.

## Organigramma
Presidente
.  Carlo Marolda
Vicepresidente
.  Giovanni Tadini
Direttore Sportivo
 Lucio Guanella

### Allenatore
Mirko Friman

## Formazione 2024-2025

### Portieri
- #12 Giovanni Guanella
- #35 Mattia Tava
- #81 Ruggero Masini

### Difensori
- #5 Fabrizio Zandonà
- #10 Davide Maraffio (C)
- #91 Matteo Marini
- #69 Lorenzo Vicentini
- #44 Pietro Rossi
- #18 Luca Basile

### Attaccanti
- #7 Denny Deanesi
- #77 Dennis Gherardi
- #55 Stefano Gherardi
- #79 Filippo Guaita
- #8 Alexei Mikhnov
- #16 William Manly Peterson
- #87 Samuele Succetti
- #39 Alex Tava
- #3 Nicolas tarabini
- #17 Stefano Trussoni
- #97 Paolo De Alberti
- #18 Davide Molinetti

## Cronistoria
- 1975 - Fondazione
- 1976-77 - in Serie C

- 1986-87 - Vince il proprio girone in Serie C, eliminata in semifinale dal Settequercie
- 1987-88 - Campione in Serie C, promossa in Serie B
- 1988-89 - in Serie B2, retrocessa
- 1989-90 - in Serie C, promossa in serie B2
- 1990-91 - in Serie B2
- 1991-92 - in Serie B2
- 1992-93 - in Serie B2
- 1993-94 - in Serie B
- 1994-95 - sospende l'attività
- 1995-96 - sospende l'attività
- 1996-97 - in Serie B, eliminata ai quarti di finale
- 1997-98 - in Serie B, 4° nel gruppo occidentale
- 1998-99 - in Serie B, 1° nel gruppo occidentale
- 1999-00 - in Serie B, 1° nel gruppo occidentale come Varese-Chiavenna / Eliminato nei quarti da Trento-Ora)

- 2000-01 - Campione in Serie C, promossa in Serie B, rinuncia
- 2001-02 - in finale in Serie C, battuta dai Mastini Varese
- 2002-03 - sospende l'attività
- 2003-04 - sospende l'attività
- 2004-05 - Vince il proprio girone in Serie C2 Over 26, finali nazionali non disputate
- 2005-06 - 3° in Serie C1
- 2006-07 - Campione in Serie C1
- 2007-08 - Campione in Serie C Interregionale
- 2008-09 - 5ª in Serie C Under 26 2º girone, eliminata ai quarti di finale dal Laives
- 2009-10 - 7ª in Serie C Under 26, eliminata ai quarti di finale dal Dobbiaco
- 2010-11 - sospende l'attività
- 2011-12 - 2ª in Serie D, battuta in finale dal Real Torino
- 2012-13 - in Serie C
- 2013-14 - 11° in Serie B
- 2014-15 - 11° in Serie B
- 2015-16 - 11° in Serie B
- 2016-17 - 10° in Serie B
- 2017-18 - 10° nella prima fase di Italian Hockey League, si qualifica al Relegation Round e chiude il girone al quinto posto
- 2018-19 - 2° nel gruppo Ovest di Italian Hockey League Division I, si qualifica per i playoffs e esce ai quarti con Vipiteno II.
- 2019-20 - 1° nel gruppo Ovest di Italian Hockey League Division I, si qualifica per i playoffs contro il Pieve di Cadore (in seguito annullati per coronavirus).
- 2020-21 - sospende l'attività
- 2023-2024 - 5º Posto IHL Division 1
- 2024-2025 - 1° Posto IHL Division 1, promozione in IHL

## Giocatori di rilievo
- Evgeny Shastin
- Vyacheslav Anisin
- Paolo Cantele
- Luca De Zordo
- Massimo Fedrizzi
- Matteo Giacò
- Alexei Mikhnov